# Технічна діагностика
Технічна діагностика — галузь науково-технічних знань, сутність якої складають теорія, методи і засоби постановки діагнозу про стан технічних об'єктів.
Техні́чне діагностува́ння (контроль технічного стану) — визначення технічного стану об'єкта з означеною (заданою) точністю.

## Терміни та визначення[1]
Об'єкт технічного діагностування (контролю технічного стану) — виріб і (або) його складові частини, що підлягають (піддаються) діагностуванню (контролю).
Засіб технічного діагностування (контролю технічного стану) — апаратура та програми, за допомогою яких здійснюється діагностування (контроль).
Система технічного діагностування (контролю технічного стану) — сукупність засобів, об'єкта та виконавців, необхідна для проведення діагностування (контролю) за правилами, встановленими технічною документацією.

## Мета технічної діагностики
Технічна діагностика вивчає методи отримання і оцінки діагностичної інформації, діагностичні моделі і алгоритми прийняття рішень. Метою
технічної діагностики є підвищення надійності та ресурсу технічних систем. Як відомо, найважливішим показником надійності є відсутність відмов під час експлуатації технічної системи. Відмова авіаційного двигуна в польотних умовах, суднових механізмів під час плавання корабля, енергетичних установок в роботі під навантаженням може призвести до важких наслідків. Технічна діагностика завдяки ранньому виявленню дефектів і несправностей дозволяє усунути подібні відмови в процесі технічного обслуговування, що підвищує надійність і ефективність експлуатації, а також дає можливість експлуатації технічних систем відповідального призначення за станом.

## Завдання технічної діагностики
Основним завданням технічної діагностики є розпізнавання стану технічної системи в умовах обмеженої інформації.
Технічну діагностику іноді називають безрозбірною діагностикою, тобто діагностикою, що проводиться без розбирання чи руйнування виробу. Аналіз технічного стану проводиться в умовах експлуатації, при яких отримання інформації вкрай складне. Часто буває неможливо за наявною інформацією зробити однозначний висновок і доводиться застосовувати статистичні методи.
Теоретичним фундаментом для вирішення основного завдання технічної діагностики слід вважати загальну теорію розпізнавання образів. Технічна діагностика вивчає алгоритми розпізнавання щодо завдань діагностики, які зазвичай можуть розглядатися як завдання класифікації.
Алгоритми розпізнавання в технічній діагностиці частково ґрунтуються на діагностичних моделях, що встановлюють зв'язок між станами технічної системи та їх відбиттям у просторі діагностичних сигналів. Важливою частиною проблеми розпізнавання є правила прийняття рішень (вирішувальні правила).
Вирішення діагностичної задачі (віднесення виробу до справного чи несправного) завжди пов'язане з ризиком помилкової тривоги. Для прийняття обґрунтованого рішення доцільно залучати методи теорії статистичних рішень. Рішення задач технічної діагностики завжди пов'язане з прогнозуванням надійності на найближчий період експлуатації (до наступного технічного огляду). Тут рішення повинні ґрунтуватися на моделях відмов, що вивчаються в теорії надійності.
Інші авдання технічного діагностування:
- оцінка відповідності чи невідповідності технічного стану об'єкта діагностування та у разі невідповідності — визначення причини невідповідності: несправності, дефекту, граничного ступеню зношеності, відхилення від регулювань тощо;
- виявлення ушкоджень чи дефектів на початковій стадії їх розвитку, виявлення конкретних дефектних вузлів чи деталей, визначення і усунення причин, що викликали дефект;
- оцінка допустимості та доцільності подальшої експлуатації обладнання з урахуванням прогнозування його технічного стану при виявленні дефекту, оптимізація режимів експлуатації, що дозволяє безпечно експлуатувати агрегат з виявленими дефектами до моменту його виводу у плановий ремонт;
- організація обслуговування та ремонту обладнання за технічним станом (замість регламентного обслуговування і ремонту), забезпечення підготовки та виконання якісних ремонтів.

## Методи технічної діагностики
Діагностування здійснюється або людиною безпосередньо (наприклад, зовнішнім оглядом, «на слух», оцінкою ступеня нагріву через дотик рукою та ін.), або за допомогою апаратури. Об'єкт і засоби його діагностування в сукупності утворюють систему діагностування. Взаємодіючи між собою, об'єкт і засоби реалізують деякий алгоритм діагностування. Результатом цієї взаємодії є висновок про технічний стан об'єкта — технічний діагноз.
Залежно від технічних засобів і діагностичних параметрів, які використовують при проведенні діагностування, можна навести наступний перелік:
- вібраційні методи діагностування;
- акустичні методи діагностування;
- теплові методи;
- специфічні методи для кожної з галузей техніки (наприклад, за вмістом заліза в машинній оливі можна судити про ступінь зносу деталей механізму, за тиском оливи в автомобільному двигуні можна оцінити ступінь зносу вкладишів колінчастого вала і т. д.)

## Види технічного діагностування[1]
Види технічного діагностування за організацією в часі:
- Періодичне технічне діагностування — діагностування (контроль), за якого надходження інформації про технічний стан об'єкта відбувається через встановлені інтервали часу.
- Безперервне технічне діагностування — діагностування (контроль), за якого надходження інформації про технічний стан об'єкта відбувається безперервно.
- Оперативне технічне діагностування — діагностування, за якого надходження інформації про технічний стан об'єкта відбувається із завідома заданою стратегією в процесі функціювання об'єкта.

Види технічного діагностування за методом впливу на об'єкт:
- Тестове технічне діагностування — діагностування, під час якого на об'єкт подаються тестові впливи.
- Робоче технічне діагностування — діагностування, під час якого на об'єкт подаються робочі впливи.

## Організація технічного діагностування
Для здійснення технічного діагностування виробу необхідно:
- встановити показники і характеристики діагностування;
- забезпечити пристосованість виробу до технічного діагностування;
- розробити діагностичне забезпечення виробу.

Забезпечення пристосованості виробу до технічного діагностування повинно проводитися відповідно до вимог ГОСТ 26656-85. Показники та характеристики діагностування, вимоги щодо пристосованості виробу до діагностування та діагностичного забезпечення вироби повинні включатися до технічного завдання (ТЗ) стандартів на конкретні види продукції та документацію, що розробляється в процесі проведення дослідно-конструкторських робіт.